# Raúl Alfonsín

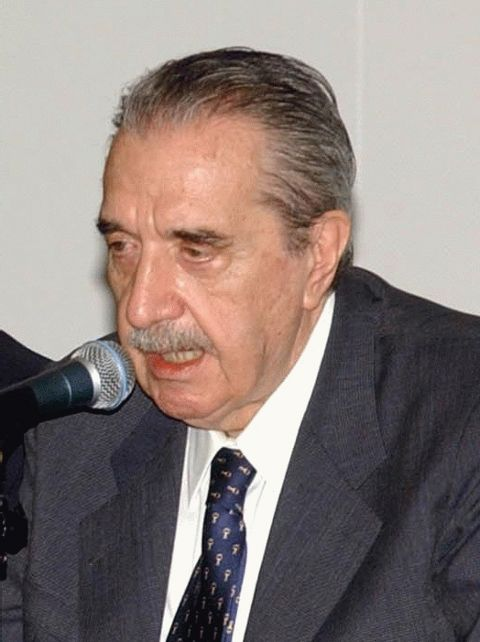
Raúl Alfonsín, 2003

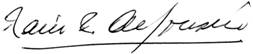
Autograph von Alfonsín

Raúl Ricardo Alfonsín Foulkes ([raˈul  alfon'sin] ; * 12. März 1927 in Chascomús, Provinz Buenos Aires; † 31. März 2009 in Buenos Aires) war ein argentinischer Politiker. Er wurde 1983 nach dem Ende der letzten Militärdiktatur in Argentinien erster demokratischer Präsident und hatte dieses Amt bis 1989 inne, das er dann an Carlos Menem übergab.

## Leben

### Politische Entwicklung
Alfonsíns Vater war ein aus Spanien nach Argentinien ausgewanderter Ladenbesitzer, der als Gegner Francos im spanischen Bürgerkrieg mit der republikanischen Seite sympathisierte. Raúl Alfonsín studierte an einer Militärakademie und schloss mit einem B.A. im Range eines Leutnants ab. Danach hatte er genug vom Militärleben („became fed up with the military“) und studierte Jura an der Universidad Nacional de La Plata (UNLP). Dort engagierte er sich in der zentristischen Unión Cívica Radical.
1963 wurde Raúl Alfonsín erstmals nationaler Abgeordneter. 1973 versuchte er zum ersten Mal, von seiner Partei als Präsidentschaftskandidat aufgestellt zu werden, was ihm allerdings nicht gelang.
Nachdem die argentinischen Militärdiktatoren gegen Großbritannien den Malwinenkrieg (Falklandkrieg) verloren hatten, wurden für den 30. Oktober 1983 demokratische Präsidentschaftswahlen anberaumt. Diese gewann Alfonsín als erster Kandidat der Unión Cívica Radical (UCR) gegen Ítalo Argentino Lúder, den Bewerber der Peronistischen Partei (PJ). Er gewann mit 51,74 % gegenüber 40,15 % der Peronisten. Alfonsín gelang es, bei der letzten Kundgebung seines Wahlkampfes zwischen 800.000 und einer Million Menschen auf der Avenida 9 de Julio rund um den Obelisco zu versammeln. Berühmt wurden seine Worte: „Con la democracia con la que no solo se vota, pero con la que se educa, con la que se cura, con la que se come.“ (Übersetzung: „Mit der Demokratie wird nicht nur gewählt, sondern mit ihr wird gebildet, mit ihr wird geheilt, mit ihr wird ernährt.“)

### Präsidentschaft

#### Die Aufarbeitung der Diktatur-Verbrechen
Nach nur wenigen Tagen im Amt nahm Alfonsín 1983 das Projekt der Aufarbeitung der Vergangenheit in Angriff. Dies geschah in einer Zeit, in der Argentinien noch immer umgeben war von Militärdiktaturen, die in den „schmutzigen“ 1970er und 1980er Jahren nicht nur in der Operation Condor kooperiert hatten. Neben der juristischen Aufarbeitung gab Alfonsin die Untersuchung des „gewaltsamen Verschwindenlassens“ zehntausender Menschen (der Desaparecidos) während der Diktatur in Auftrag. Dazu wurde eigens die „Nationale Kommission über das Verschwinden von Personen“ (Comisión Nacional sobre la Desaparición de Personas – CONADEP) gegründet. Als Vorsitzender dieser Kommission übergab ihm schließlich der Schriftsteller Ernesto Sabato 1984 das berühmt gewordene Dokument «Nunca más», welches die Gräueltaten des Regimes sowie die Namen von rund 9.000 Verschwundenen (Desaparecidos) detailliert dokumentierte. Menschenrechtsgruppen gehen heute davon aus, dass die tatsächliche Zahl der Opfer bis zu 30.000 betrug.

#### Umstrittene Amnestiegesetze
Wie Alfonsín in einem späteren Interview bekannte, war bereits vor dem ersten Staatsstreichversuch in den Ostertagen des Jahres 1987 der Plan zu den Amnestiegesetzen «Punto Final» (Schlusspunkt) und «Obedencia debida» (Gehorsamspflicht) für die Verbrechen der Militärs gereift. Lange Jahre wurde Alfonsín der Erlass dieser Gesetze zum Vorwurf gemacht, da sie zu einem vorläufigen Ende der Prozesse gegen die Folterer und Junta-Mitglieder führten. Er beteuerte hingegen, dass ihm nicht nur an einer Verwirklichung der Menschenrechte bezüglich der Vergangenheit gelegen war. Er fühlte sich verantwortlich, auch für die Zukunft der Menschenrechte in seinem Lande zu sorgen. Der Aufstand von Ostern 1987 endete mit einer Ansprache Alfonsíns vom Balkon der Casa Rosada mit den abschließenden Worten: „¡Feliz pascua! ¡La casa está en orden!“. (Übersetzung: „Frohe Ostern! Das Haus ist geordnet.“)

#### Schwierige Gesamtsituation
Alfonsín sah sich mit einer hohen Auslandsverschuldung, unzufriedenen Militärs, Streiks und einer Hyperinflation konfrontiert. Ein erster Gesetzesentwurf sah die Reform der Gewerkschaften vor. Da diese jedoch die Machtbasis der Peronisten darstellten, wurde bereits dieser erste Gesetzesentwurf der Regierung Alfonsín von der peronistischen Opposition boykottiert. In der Folge sah sich seine Regierung insgesamt 4.000 Streiks und 15 Generalstreiks ausgesetzt. Der Versuch, das Land jenseits des Peronismus regierbar zu machen, scheiterte vorerst. Die Hyperinflation versuchte Alfonsín, immerhin mit vorübergehendem Erfolg, wenngleich durch die eigene Partei boykottiert, durch den Plan Austral in den Griff zu bekommen.
Nachdem Carlos Menem bereits zu seinem Nachfolger gewählt war und in weiten Teilen des Landes Aufstände und Plünderungen ausbrachen, versuchte Alfonsín in einer letzten Anstrengung mit den Peronisten für die letzten Monate seiner Amtszeit ein gemeinsames Wirtschaftsprogramm aufzustellen. Dieses scheiterte an der mangelnden Kooperationsbereitschaft der Peronisten. Daher gab er 1989 das Amt des Präsidenten fünf Monate vor Ablauf der verfassungsgemäßen Amtszeit an den Gewinner der Präsidentschaftswahlen, den Peronisten Carlos Menem ab.

### Späte Jahre
Raul Alfonsín kehrte jedoch der Politik nicht den Rücken. Er blieb seinem Land und seiner Partei verpflichtet und war bis zuletzt Senator der Republik. Alfonsín starb am Abend des 31. März 2009 in seiner Wohnung in der Avenida Santa Fe an den Folgen seiner Lungenkrebserkrankung. Hunderte von Bürgern versammelten sich spontan vor seiner Wohnung, um ihm die letzte Ehre zu erweisen. In den folgenden zwei Tagen der Staatstrauer erwiesen ca. 70.000 Argentinier ihrem Expräsidenten die letzte Ehre im Kongressgebäude. Tausende folgten dem Trauerzug durch die Avenida Callao und die Calle Guido zum Recoletafriedhof und demonstrierten damit auch für die Demokratie in ihrem Land.